# Тапшил
Тапши́л (каз. Тапшыл) — село у складі Тайиншинського району Північноказахстанської області Казахстану. Входить до складу Абайського сільського округу, раніше було у складі ліквідованої Терновської сільської ради.
Населення — 10 осіб (2021; 83 у 2009, 119 у 1999, 147 у 1989).
Національний склад станом на 1989 рік:
- казахи — 100 %.